# Megaherz
Megaherz est un groupe de metal industriel allemand, originaire de Munich. Formé en 1995, le groupe est connu pour son single Gott sein, issu de leur premier album Wer Bist Du?.
Megaherz change plusieurs fois d'orientation musicale. À leurs débuts, ils s'orientent vers le metal alternatif, ils sont comparables à des groupes américains des années 1990 comme Faith No More. Par la suite, ils sont comparés à des groupes comme Oomph! et Rammstein. Cette orientation vers la musique industrielle est contemporaine de l'arrivée dans le groupe du claviériste Noel Pix en 1997. La première réalisation réellement metal industriel du groupe est l'album Kopfschuss édité en 1998. Leurs premiers albums se basent sur des contes allemands pour enfants, comme Rapunzel dans la chanson Kopfschuss.

## Biographie

### Avec Wesselsky et Elsholz (1993–2006)
Megaherz devient un projet musical d'Alexander « Alexx » Wesselsky. Le groupe reste non formé jusqu'en 1993, avec l'arrivée de Christian « X-ti » Bystron et Wenz Weninger. En 1995, ils publient leur premier album, Herzwerk. Après l'arrivée du claviériste Noel Pix en 1997, leur style musical commence à s'orienter vers la musique industrielle. Cet exemple est démontré dans leur troisième album, Kopfschuss, publié en 1998. Le single Freiflug est publié en 1999 pour la promotion de Kopfschuss.
En octobre 2002, le chanteur Alexx Wesselsky annonce son départ du groupe en raison de ses divergences musicales, mais il restera toutefois jusqu'à la fin de la tournée. Il quitte officiellement le groupe le 1er janvier 2003 puis fonde, avec Noel Pix qui a aussi quitté Megaherz, le groupe Eisbrecher. En avril de la même année, les membres restants annoncent qu'ils ont trouvé un nouveau chanteur, Mathias Elsholz (du groupe Twelve After Elf). Il était déjà connu des fans de Megaherz pour sa participation sur le titre Falsche Götte de l'album Himmerfahrt. En août 2003, le groupe annonce qu'il est à la recherche d'un autre chanteur. En juin 2004, un nouvel album est en préparation. Peu de temps après, une première chanson est publiée. Elle confirme alors la rumeur selon laquelle Megaherz a un nouveau chanteur. Il s'avèrera que la chanson est Zeig mir dein Gesicht de l'album 5 publié le 6 décembre 2004 en Europe, et réédité aux États-Unis le 21 février 2006.
À cause d'une blessure au poignet, le batteur Jürgen Zink est contraint de quitter le groupe après que l'album 5 est produit. Le 23 septembre 2005, le reste de la tournée en cours est annulée car Mathias Elsholz quitte, dans la surprise générale, le groupe. La raison du départ n'est pas officiellement donnée sur le site de Megaherz mais Mathias Elsholz annonce dans le forum de Eisbrecher que sa femme attendait des jumeaux et qu'il souhaitait avoir plus de temps pour s'occuper de sa famille.

### Nouveau chanteur etHeuchler(2007–2010)
Le 18 avril 2007, il est confirmé sur le site web officiel de Megaherz que le groupe a trouvé un nouveau chanteur et qu'ils travaillent sur leur sixième album. Il est également indiqué que le groupe sera en tournée pendant l'enregistrement de leur nouvel album. Le 18 août 2007, la nouvelle formation est officiellement annoncée et le site web du groupe relancé. Lex Wohnhaas (ancien membre de Seelenbrand) devient le nouveau chanteur et Jürgen « Bam Bam », qui est batteur du groupe de hard rock Bonfire, devient le nouveau batteur en remplacement de Frank Gegerle. Lex Wohnhaa a déjà chanté avec Megaherz, juste après le départ surprise Mathias Elsholz, lors d'un de leurs derniers concerts à Moscou.
Le sixième album du groupe, qui se nomme Heuchler est disponible depuis le 25 juillet 2008 et a fait son entrée dans les charts allemands en se plaçant à la 31e place.

### GötterdämmerungetZombieland(2010–2015)

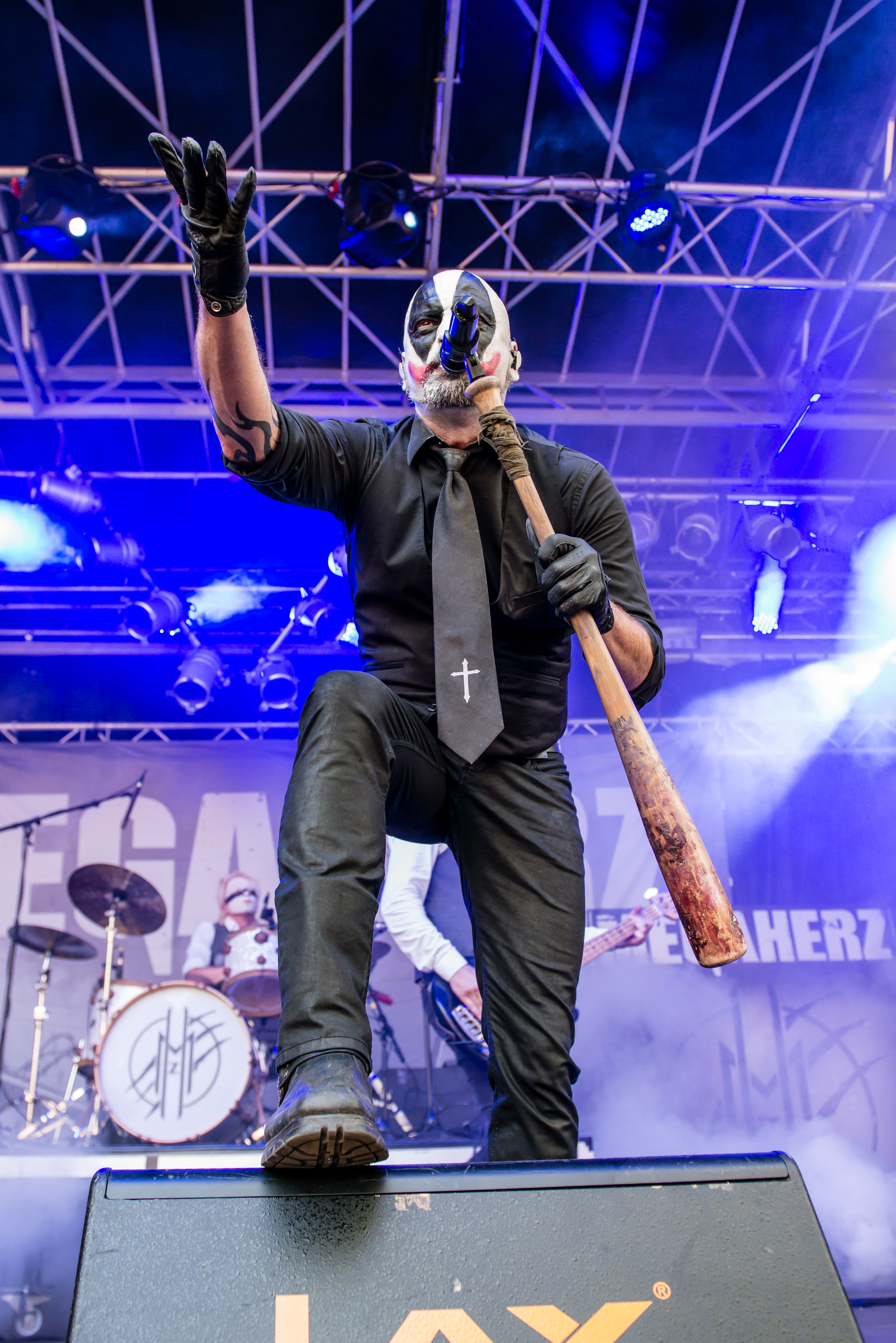
Le chanteur du groupe, Lex Wohnhaas, en 2015.

Le 22 décembre 2010, Megaherz revient en studio pour le septième album. Le 28 avril 2011, Megaherz annonce que Christoph « Chris » Klinke, de From Constant Visions, sera leur nouveau guitariste, remplaçant Roland Vencelj. Comme annoncé le 24 mai 2011, Megaherz publiera son nouvel album le 14 octobre 2011. La date est cependant repoussée à décembre. Megaherz part en tournée avec Subway to Sally et Letzte Instanz en décembre 2011 avant de faire sa propre tournée nationale au début de 2012.
Le premier single, Jagdzeit, est publié le 23 décembre 2011. Leur nouvel album, Götterdämmerung, est publié le 20 janvier 2012, et atteint la 19e place des Media Control Charts.
Megaherz participe au festival Wacken Open Air le 2 août, et au M'era Luna Festival le 11 août 2012. Megaherz publie son premier DVD concert le 16 novembre 2012 intitulé Götterdämmerung: Wacken Live. Gegen Den Wind est publié le 25 janvier 2013 comme second single de l'album Götterdämmerung. Le groupe annonce ensuite le 20 janvier 2014 être en train de travailler sur un nouvel album. Le groupe annonce en février la même année sa signature au label Napalm Records. Le huitième album du groupe, Zombieland, est publié le 24 octobre 2014, et atteint la 17e place des Media Control Charts,. Megaherz tourne ensuite avec Unheilig en soutien à Unheiligs à leur tournée Gipfelstürmer Open Air Tour entre juin et septembre 2015.

### Erdwärts(2015)
Megaherz publie un EP intitulé Erdwärts le 4 décembre 2015 au label Napalm Records, suivi par une tournée en Russie, en Allemagne, en Autriche, et en Suisse entre décembre 2015 et avril 2016. L'EP comprend quatre nouvelles chansons et deux réenregistrées (Jordan et Teufel). Megaherz tournera encore avec Unheilig entre mai et juillet 2016 à leur tournée Unheilig's Ein Letzte Mal Tournee, puis préparent leur tournée Erdwärts Club Tour entre septembre 2016 et janvier 2017.

## Membres

### Membres actuels
- Lex Wohnhaas – chant (depuis 2007)
- Christian « X-Ti » Bystron – guitare (depuis 1997), programmation (depuis 2002)
- Wenz Weninger – basse (depuis 1997)
- Jürgen « Bam Bam » Wiehler – batterie (depuis 2007)
- Christoph « Chris » Klinke – guitare rythmique (depuis 2011)

### Anciens membres
- Alexander « Alexx » Wesselsky – chant (1995–2003)
- Mathias « Jablonski » Elsholz – chant (2003–2005)
- Jochen « Noel Pix » Seibert – guitare, claviers, programmation (1998–2001)
- Christian Scharinger – claviers, programmation (1995–1997)
- Josef Kalleder – basse (1995–1997)
- Roland Vencelj – guitare (2007–2011)
- Oliver Pohl – guitare (2002–2003)
- Marc Bredtmann – guitare (1995–1997)
- Jürgen Zink – batterie (2003–2007)
- Jürgen Schlachter - batterie (2002–2003)
- Frank Gegerle – batterie (1998–2001, en tournée en 2005)
- Tommy Eberhard – batterie (1997–1998)
- Tobias Trinkl – batterie (1995–1997)

## Discographie

### Rééditions
- 2002 : Herzwerk
- 2004 : I (réédition américaine de Wer Bist Du?)
- 2005 : II (réédition américaine de Kopfschuss)
- 2006 : 5 (réédition américaine de 5)

### Singles et EPs
- 1997 : Gott sein
- 1998 : Rock Me Amadeus
- 1998 : Liebestöter
- 1999 : Freiflug
- 2000 : Himmelfahrt